# Sjömanshus

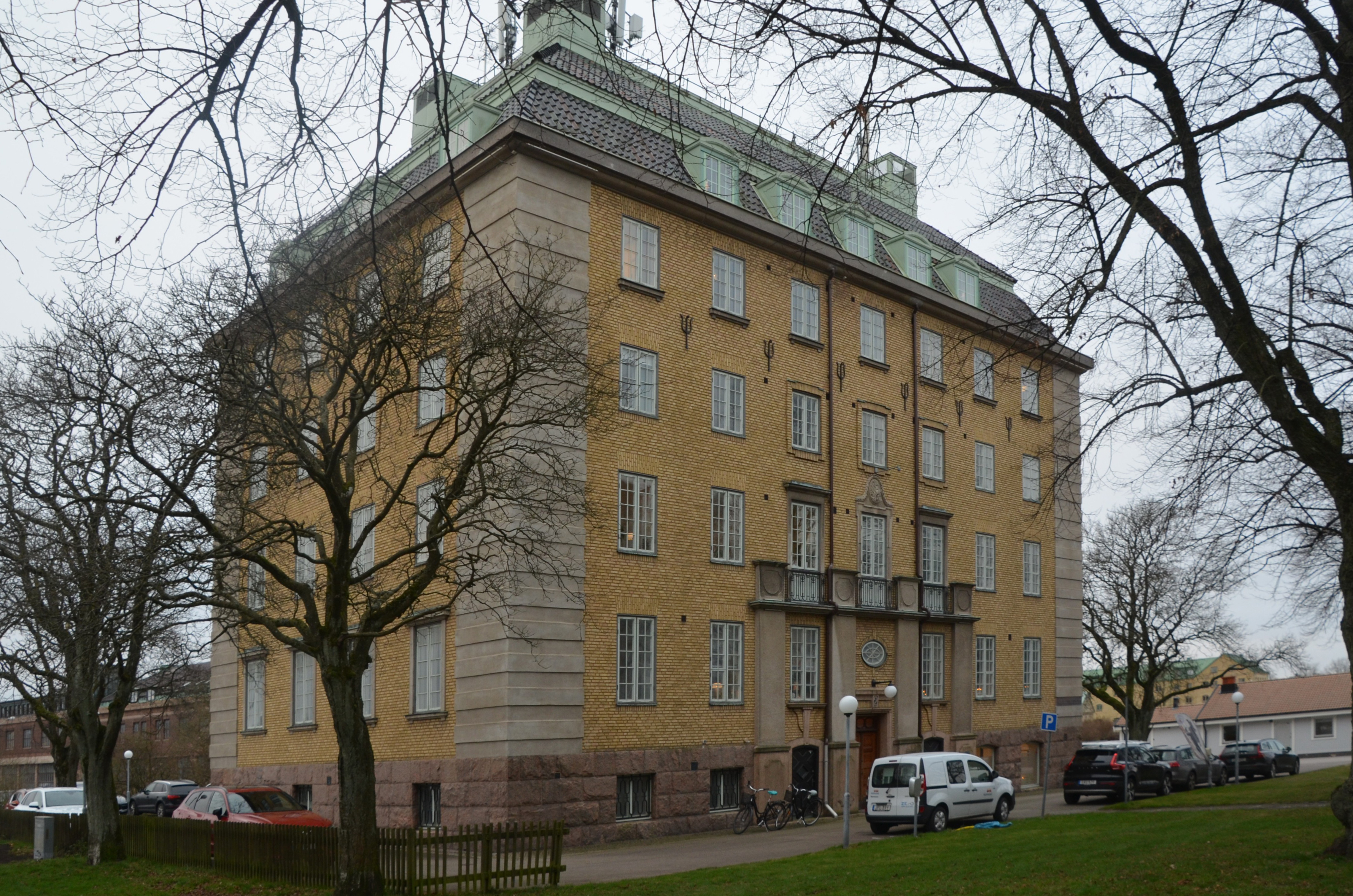
Sjömanshuset i Halmstad.

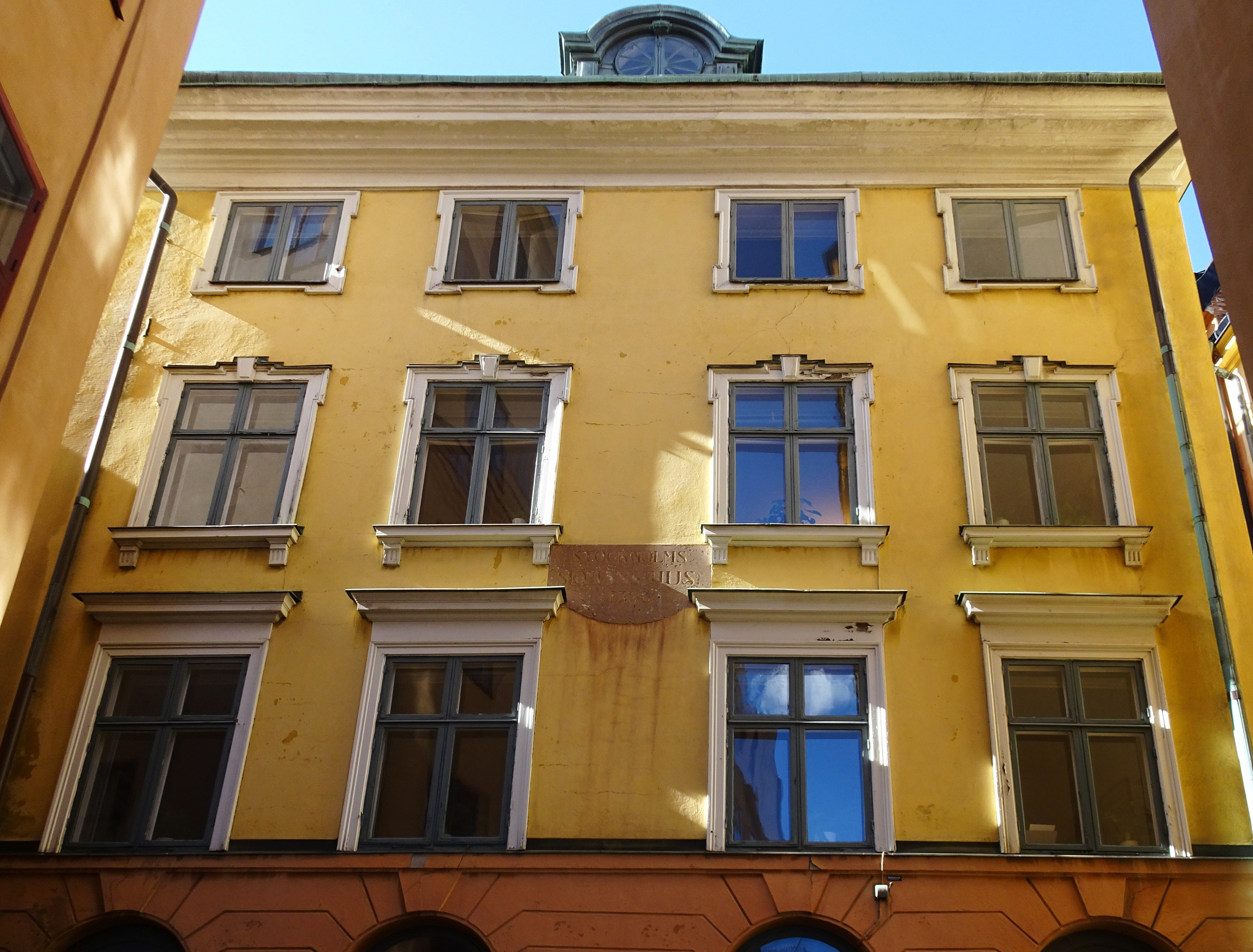
Stockholms sjömanshus, Gaffelgränd 1.

Sjömanshus var en institution avsedd för sjömän, som i Sverige upprättades genom det så kallade kofferdireglementet den 30 mars 1748 och en kunglig förklaring 1752.

## Historik
Sjömanshusen hade till ändamål att samla och meddela upplysningar om allt inhemskt sjöfolk och alla för handeln avsedda fartyg, som hade sin hemort inom riket, att hålla förteckning över sjömanskap och fartyg samt att i övrigt ägna eftersyn åt sjömännen och bereda understöd åt dem och deras efterlämnade änkor och barn.
Varje svensk sjöman i handelssjöfart skulle vara inskriven vid ett sjömanshus, normalt det inom vars distrikt han var kyrkobokförd. Arkivhandlingarna från sjömanshusen är därför ett mycket användbart material för släktforskare.
Sveriges första sjömanshus var Stockholms sjömanshus som uppfördes 1748 vid Gaffelgränd 1 i Gamla stan och till en början var ett sjömanshus för hela landet. Efter några år inrättades sjömanshus i några stapelstäder och mot mitten av 1800-talet fanns sjömanshus i flertalet hamnstäder. Det sist inrättade sjömanshuset var det i Lysekil 1903.
Flertalet sjömanshus lades ned under perioden 1939~1961. Den 1 juli 1961 upphörde de sista sjömanshusen att vara en självständig institution, och deras administrativa uppgift centraliserades och övertogs av statliga organ, så småningom av Sjöfartsverket.